# Brownfields

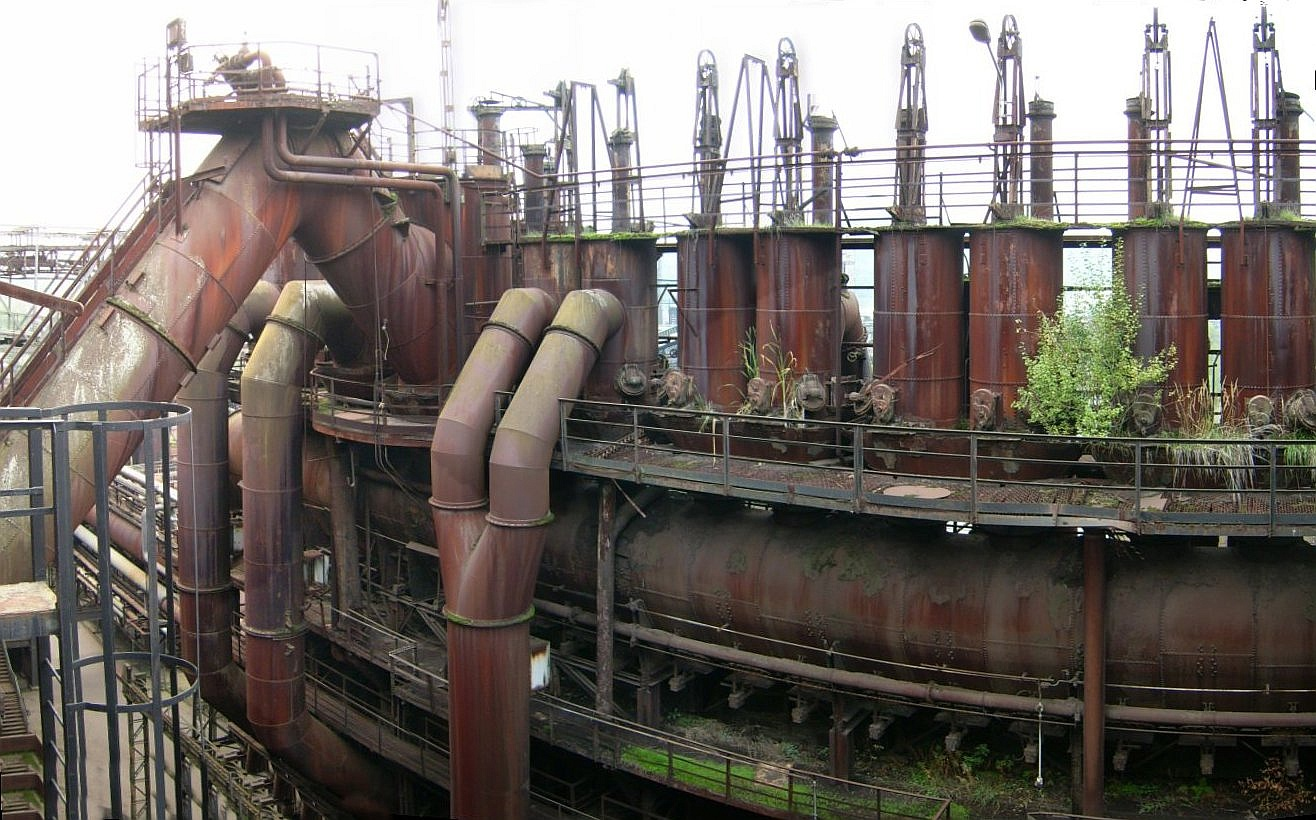
Altos fornos da Siderurgia de Völklingen, na Alemanha: um brownfield utilizado hoje como roteiro turístico.

Brownfields ("campos marrons") é um termo de origem estadunidense que designa "instalações industriais e comerciais abandonadas, ociosas ou subutilizadas cuja expansão ou revitalização é complicada por contaminações ambientais reais ou percebidas". No Reino Unido e na Austrália, o termo é aplicado para qualquer tipo de terreno já utilizado.
Em urbanismo e planejamento urbano, brownfield é um terreno previamente usado para fins industriais ou para determinados fins comerciais, e que pode estar contaminado por baixas concentrações de lixo tóxico ou poluição e que possui o potencial para ser reutilizado desde que seja limpo. Terrenos que apresentem graus de contaminação maiores ou altas concentrações de lixo tóxico não podem ser enquadrados na classificação de brownfields.

## Histórico
O termo "brownfields" com seu significado corrente, surgiu em 28 de junho de 1992 nos Estados Unidos, durante uma investigação de campo conduzida pela Northeast Midwest Congressional Coalition. Também em 1992, a primeira análise política detalhada da questão foi conduzida pela Cuyahoga County Planning Commission. A agência ambiental estadunidense, a EPA, constituiu seu primeiro projeto-piloto de brownfields em 1994. Com um significado mais amplo, o termo já estava em uso em outros países desde pelo menos  1975

### Estados Unidos
- «National Brownfield Association» (em inglês)
- «EPA Brownfields Homepage» (em inglês)
- «Policy and Guidance Documents» (em inglês)
- «The Brownfields Center at Carnegie Mellon University» (em inglês)

### Reino Unido
- «UK Environment Agency» (em inglês) — revitalização de brownfields
- «UK Contaminated Land information portal» (em inglês)

### Países Baixos
- «Brownfield regeneration in the Netherlands» (em inglês)

### Em português
- «Considerações sobre Estudos de Casos de Brownfields: Exemplos no Brasil e no Mundo (Resumo» por Amanda Ramalho Vasques . Em REVISTA BIBLIOGRÁFICA DE GEOGRAFÍA Y CIENCIAS SOCIALES. Vol. XI, nº 648, 30 de abril de 2006. ISSN 1138-9796.
- «Projeto de condomínio habitacional de interesse social sustentável em "brownfield" revitalizado» em ANAB Brasil. Acessado em 11 de setembro de 2007.